# Château des Amendes
Le château des Amendes est une demeure située à Montereau-Fault-Yonne, en France. Il est, de nos jours, un bâtiment municipal.

## Situation et accès
L’édifice est situé au no 4 de la rue Pierre-Brossolette, à l'ouest du centre-ville de Montereau-Fault-Yonne. Plus largement, il se trouve dans le département de Seine-et-Marne, en région Île-de-France.

## Histoire
La demeure est élevée dans la seconde moitié du XIXe siècle par Edme Frontier, le directeur de la faïencerie de Montereau qui connaît alors son plein essor. L'origine du domonyme demeure incertaine : on raconte que les amendes font références à celles infligées aux employés pour chaque faute professionnelle commise ; les recettes ainsi récolées auraient permis, selon certaines sources, de fonder la Compagnie de pompiers bénévoles de la ville. Baptisé « château des Faïenciers », le bâtiment se voit attribuer sa dénomination actuelle de « château des Amendes », le 12 novembre 1989 à 10 h. Entre fin 2016 et début 2017, une réhabilitation dans les grandes largeurs est effectuée pour la somme de 900 000 euros. Il devient le siège du Club sportif monterelais (CSM) jusqu'en juin 2021 où il migre vers le complexe sportif Jean-Bouin. Le lieu devient celui du service municipal du Bel âge pour accueillir les personnes âgés, tout en étant aménagé pour accueillir des mariages.